# Heinrich Rudrof
Heinrich Rudrof (* 24. April 1955 in Bamberg) ist ein deutscher Landespolitiker (CSU). Von 1996 bis 2018 gehörte er als Abgeordneter dem Bayerischen Landtag an. Er war Mitglied des Kreistags des Landkreises Bamberg von 1990 bis 2020.

## Werdegang
Im Anschluss an das Fachabitur, das er 1975 in Bamberg ablegte, studierte Rudrof an der Fachhochschule Coburg Betriebswirtschaftslehre. Sein Studium schloss er 1979 mit Diplom ab. Nach verschiedenen beruflichen Tätigkeiten trat er 1984 in den Dienst der katholischen Kirche, zunächst als Geschäftsführer beim Malteser Hilfsdienst im Erzbistum Bamberg, ab 1990 im Erzbischöflichen Bauamt.
Seine politische Laufbahn begann 1981 mit dem Eintritt in die Junge Union, der er bis 1991 angehörte. Dort war er sechs Jahre Vorsitzender des Kreisverbandes Bamberg-Land und vier Jahre stellvertretender Bezirksvorsitzender von Oberfranken. Seit 1989 gehört er dem Vorstand des CSU-Bezirksverbandes Oberfranken an und wurde 1993 zum stellvertretenden Kreisvorsitzenden im CSU-Kreisverband Bamberg-Land gewählt.
Nach den Kommunalwahlen im Frühjahr 1990 übernahm Rudrof im Kreistag des Landkreises Bamberg erstmals ein politisches Mandat und den stellvertretenden Fraktionsvorsitz. Im Mai 1996 rückte er für den ehemaligen bayerischen Finanzminister Georg von Waldenfels in den Bayerischen Landtag nach. Bei den Landtagswahlen 1998, 2003 und 2008 gewann er als Direktkandidat den Stimmkreis Bamberg-Land (Wahlkreis Oberfranken). Bei der Landtagswahl 2008 erreichte er mit 54,7 % das beste Ergebnis eines Stimmkreiskandidaten in Bayern.
Neben seinen parteipolitischen Aktivitäten war Rudrof bis April 1996 als ehrenamtlicher Richter am Verwaltungsgericht Bayreuth tätig. Er ist Mitglied des Beirats Bayerische Staatsforsten, Vorsitzender des Anstaltsbeirates der Justizvollzugsanstalt Ebrach, Mitglied des Beirats des Hauses der Bayerischen Geschichte, Vorstandsmitglied der Schutzgemeinschaft Deutscher Wald, Mitglied des Kuratoriums der Otto-Friedrich-Universität Bamberg und Mitglied des Kuratoriums der Neuen Synagoge in Bamberg.
Im Rahmen der Verwandtenaffäre im Bayerischen Landtag 2013 wurde bekannt, dass Rudrof seine Ehefrau mit den Mitteln seiner Mitarbeiterpauschale beschäftigt hatte.
Er nutzte 13 Jahre lang eine für Altfälle geltende Ausnahmeregelung, nachdem der Bayrische Landtag seit dem Jahr 2000 den Abgeordneten keine Beschäftigung von nahen Verwandten mehr erlaubt hatte. Zum 31. März 2013 kündigte Rudrof seiner Frau.
In einem Radiointerview sagte Rudrof, er halte die Pläne von Ministerpräsidenten Seehofer, dass die Abgeordneten keine Mitarbeiter weder 1. 2. noch 3. Verwandtschaftsgrades mehr anstellen sollen, für richtig.
Bei der Bayerischen Landtagswahl 2013 wurde Rudrof mit 55,3 % Erststimmenanteil erneut Mitglied des Bayerischen Landtags und von diesem als Mitglied in den BR-Rundfunkrat entsandt.
Aus gesundheitlichen Gründen kandidierte er 2018 nicht mehr für den Bayerischen Landtag. Bei den Kommunalwahlen 2020 trat er ebenfalls nicht mehr an. Sein älterer Sohn kandidierte als Kreisvorsitzender der Jungen Union Bamberg-Land auf der Liste für den Kreistag und ist seit Mai 2020 Mitglied des Kreistages des Landkreises Bamberg. 

## Privates
Rudrof ist verheiratet und Vater von zwei Söhnen. 

## Auszeichnungen
- Bayerischer Verdienstorden (2010)
- Bayerische Verfassungsmedaille in Silber (2017)